# Topličica (Budinščina)
Topličica is een plaats in de gemeente Budinščina in de Kroatische provincie Krapina-Zagorje. De plaats telt 161 inwoners (2001).